# Hvorledes en Sølvbryllupsfest fejres
Hvorledes en Sølvbryllupsfest fejres er en dansk dokumentarfilm fra 1925 med ukendt instruktør.

## Handling
Optagelser fra en sølvbryllupsfest en sommersøndag i Tisvildeleje. Filmen er tilegnet grosserer Emil Clausen og hustru. Festen holdes på Højbohus (Tisvildeleje Strandhotel), blandt gæsterne er tårnspidsforgylder Andersen. Både pensionærer og lokale indbyggere er med på filmen. Pensionærerne samles til 'Sylvander-frokost'.